# Cacateel (södra Chilón kommun)
Cacateel är en ort i Mexiko.   Den ligger i kommunen Chilón och delstaten Chiapas, i den sydöstra delen av landet, 800 km öster om huvudstaden Mexico City. Cacateel ligger 1 250 meter över havet och antalet invånare är 258.
Terrängen runt Cacateel är kuperad norrut, men söderut är den bergig. Terrängen runt Cacateel sluttar norrut. Runt Cacateel är det ganska glesbefolkat, med 43 invånare per kvadratkilometer. Närmaste större samhälle är Ocosingo, 19,4 km söder om Cacateel. I omgivningarna runt Cacateel växer i huvudsak städsegrön lövskog.